# Севиндик-бек Афшар
Севиндик-бек Афшар (азерб. Sevindik bəy Əfşar; 1468, Ак-Коюнлу — 1562, Тебриз, Тебризское бейлербейство, Сефевидское государство) — военный и политический деятель Сефевидского государства, горчубаши.

## Биография
Севиндик-бек происходил из кызылбашского племени афшар. Он был сторонником Сефевидского ордена с самого начала войны шаха Исмаила I. О нём говорят, как об одном из «ахл-и ихтисаса» или «суфиев Гиляна». Это исключительно привилегированное название из периода начала восстания шаха Исмаила применялось только в отношении несгибаемых сторонников, которые были наиболее близки к Дому Сефевидов в его наиболее уязвимый период. Будучи молодым человеком, он крепко верил в святость миссии шаха Исмаила, сражаясь за Сефевидов со своими соплеменниками-афшарами. Севиндик-беку было под тридцать, когда шах Исмаил победоносно вошёл в Тебриз летом 1501 года. Как молодой кызылбашский воин, он был полон пыла и энтузиазма по отношению к своему юному харизматичному лидеру, за которого он был готов положить жизнь.
При шахе Тахмасибе Севиндик-бек был губернатором небольшого пограничного городка Серахс на сефевидо-узбекской границе на востоке. В 1521 году предупреждает Дурмуш-хана Шамлы, губернатора Герата и старшего брата Хусейн-хана Шамлы, что он столкнулся с массовым вторжением. Узбекская армия Убейд-хана в 30 000 человек пересекла Амударью и вторглись на сефевидскую территорию. В течение 5 лет после решающей победы над узбеками в битве при Джаме в 1528 году, где Тахмасиб продемонстрировал необычайную храбрость и повел свои войска к победе, он взошел по военной лестнице до ранга «мугарраба», одного из наиболее доверенных лиц шаха.
Он был одним из участников военного парада шаха Тахмасиба в 1530 году. Его тесная связь с Тахмасибом началась к концу гражданской войны, около 1534 года. Севиндик-бек взобрался на вершину сефевидского политического аппарата и превратился в правую руку шаха. Поскольку он был революционером из минувших дней, его верность шаху была непоколебимой. Тахмасиб знал это, и с самого начала полностью доверял ему, назначив на ключевую должность главы шахской охраны горчубаши. Севиндик-бек Афшар был видной персоной до своей смерти в 1562 году. Горчубаши неуклонно расширял свою власть как в политической, так и в военной сфере до тех пор, пока в правление Исмаила II и Мухаммеда Худабенде он не стал наиболее влиятельным должностным лицом в государстве.
Севиндик-беку на момент присоединения к Тахмасибу в начале 1530-х годов было под 50 лет, он был закалённым воином, преданным кызылбашем времён шаха Исмаила I, пользовавшимся большим уважением ветераном, до своего назначения главой шахских гвардейцев участвовавшим в наиболее кровопролитных сражениях против храбрых врагов. Значимость должности горчубаши для персоны шаха в растущем сефевидском правительстве была видимой очень рано в том факте, что первый и третий горчубаши (Деде-бек Талыш и Сары Пир Устаджлы) были выбраны из среды ахл-и ихтисаса. Это было доверенное ближайшее окружение шаха Исмаила, поддержка которого была решающей в ходе начальной фазы сефевидского движения. В десятилетие, последовавшее со смерти шаха Исмаила в 1524 году, должность горчубаши переходила из рук в руки не менее восьми раз, но Севиндик-бек сумел удержать её на протяжении почти трёх десятилетий. Занимавшие пост горчубаши до Севиндик-бека, Татароглу Текели и Дура-бек, были затянуты в гражданскую войну и не сумели избежать фракционности, чтобы сохранить своё уязвимое положение. Татароглу был казнен в 1528 году за оппозицию к возвышению Чуха-султана и с трудом достигнутую близость к Тахмасибу. Дура-бек был убит за свою роль в мятеже текели (афат-и Текели) 1531 года и вспыхнувшее возле шахского лагеря жестокое столкновение, в ходе которого под угрозой оказалась даже жизнь Тахмасиба.
Невероятное возвышение Севиндик-бека до наивысшего уровня сефевидской элиты объясняется его политическим талантом в шаткую эпоху и характером. Он продемонстрировал своим товарищам, и что более важно — своему покровителю — три базовых качества кызылбашского воина: искренность на службе (нику-бандаги), храбрость на поле боя (шуджаат) и верность сефевидскому патриарху (ихлас). Самый выдающийся акт выражения верности имел место в 1540 году, когда Тахмасиб послал его сокрушить мятеж собственного брата Севиндика – Мехдигулу султана Афшара, губернатора Шуштара. Севиндик-бек подавил мятеж и вернулся ко двору с отрезанной головой своего брата. Согласно более поздним сефевидским источникам, только член корпуса горчу мог стать его командующим. Однако нет никаких упоминаний о службе Севиндик-бека в корпусе горчу до его назначения горчубаши. Тахмасиб щедро вознаградил его за помощь в организации убийства Хусейн-хана. На протяжении последующих двадцати восьми лет шах полагался на него в качестве своего главного военного советника. С приостановкой назначений на пост эмира аль-умара после падения Хусейн-хана его обязанности постепенно перешли к должности горчубаши. Объединив эти две главные военные должности в руках одного человека, шах Тахмасиб превратил Севиндик-бека в самого могущественного эмира в государстве. В реальности, имея под прямым командованием чрезвычайно преданного Севиндик-бека, а также обладая значительным военным ресурсом, Тахмасиб по существу возвысил себя самого в качестве наиболее могущественного военачальника во всем государстве — достижение, ставшее возможным только благодаря устранению Хусейн-хана Шамлы. Севиндик-бек значил так много для шаха, что после его кончины Тахмасиб не назначал нового эмира аль-умару до 1568, а нового горчубаши – до 1574 годов.
Севиндик-бек был проницательным государственным деятелем, в сферу деятельности которого входили все государственные дела, как внутренние, так и внешние. Помимо совместной (вместе с другими министрами) переписки, которую он вел с членами османского двора, сохранилось написанное им османскому губернатору Аяз-паше письмо, датированное 1544 годом. В нём он излагает позицию Сефевидов по поводу спорных грузинских территорий, повторяет протокол по обмену перебежчиками и настаивает на обмене послами для увековечивания мира между двумя державами. Это довольно длинное и детальное письмо говорит о глубоком понимании Севиндик-беком геополитики эпохи и указывает на его роль формировании внешней политики Сефевидов, в особенности в отношении Грузии.  Его участие в других значимых событиях этого периода указывает высокое положение при дворе. К примеру, он был среди вельмож, первыми приветствовавших могольского принца Хумаюна в шахском лагере в 1544 году. Два года спустя стало известно, что брат шаха, Алкас Мирза, стремится к независимости в провинции Ширван. Тахмасиб Севиндик-беку, совместно с другими высокопоставленными придворными чиновниками, такими как Шахгулу-халифа, Сейид-бек Камунэ, Бадр-хан и Масум-бек Сефеви, организовать клятву на верность ему.
Севиндик-бек сыграл ведущую роль в таинственных обстоятельствах, приведших в 1556 году к заключению в тюрьму Исмаил Мирза, которое продлится двадцать лет. По приказу шаха Тахмасиба в 1556 году Севиндик-бек Афшар отправился в Герат и привез принца Исмаила II обратно в Саве через Табас и Йезд. В Саве он был встречен вякилем аль-салтана Масум-беком Сефеви, сопроводившего его в тюрьму при крепости Кахкаха. В 1560 году, когда османский принц-перебежчик Баязид достиг окрестностей сефевидской столицы Казвина, шах Тахмасиб отправил Севиндик-бека сопровождать принца и его войска ко двору. Год спустя шахские гвардейцы арестовали принца и передали его вместе с домочадцами представителям османского имперского правительства, которые приехали ко двору с этой миссией. Один из сыновей Баязида, Султан Мухаммед, был доверен попечительству Севиндик-бека. Однако он не смог воспрепятствовать их выдаче и последовавшей вскоре казни.
Помимо ведения деликатных государственных дел, он также был блестящим и опытным полководцем с первоклассным послужным списком. В 1538 году большое войско, посланное Тахмасибом для подчинения Шахруха ибн Султан Фарруха, находилось под командованием именно Севиндик-бека, несмотря на то, что в нём присутствовали и другие видные эмиры, такие как Манташа султан Устаджлы и Бадр-хан Устаджлы. Он командовал войском горчу, посланным на подчинение провинции Шеки в ходе третьего османского вторжения в 1548 году, и сыграл видную роль в кампаниях 1550—1553 годов на северо-восточной границе. Он был правой рукой Тахмаспа, и в сущности, представлял рост военного могущества Сефевидов в 1550-х годах. Блестящий послужной список Севиндик-бека служил примером для его преемников на этой должности. После его смерти ведущие члены племени афшар считали, что должность горчубаши является их прерогативой — тенденция, которая продлилась вплоть до правления шаха Аббаса I.Севиндик-бек не пытался завязать родственные отношения с Домом Сефевидов. Благодаря его помощи его сын Хусейн-бек получил высокую должность и был назначен горчубаши провинциального двора при Мешхеде, во главе отряда из 1500 человек. Севиндик-бек Афшар скончался 7 января 1562 года. Он был перевезен шахом Тахмасибом и похоронен в пределах усыпальницы Имама Рзы, между гробницами главного министра Кади Джахана и садра Мир Асадуллы.